# Wadu-Wadu (álbum)
Wadu-Wadu es el álbum debut del grupo musical de Argentina Virus, lanzado en 1981. Es un álbum veloz, directo, humorístico y desenfadado, con casi todas canciones que no llegan a los 3 minutos (clara influencia, ya del punk, ya del rock and roll original y la new wave).
Wadu-Wadu funcionó como la perfecta carta de presentación del grupo, que se consolidó como una de las principales exponentes de la música divertida de inicios de los '80.
Pese al hostil recibimiento inicial, con el correr del tiempo Wadu-Wadu (y el mismo grupo musical) serían reconocidos como de lo mejor en la historia de la música de Argentina. Wadu-Wadu fue elegido en el puesto 54° de los mejores 100 álbumes de la historia del rock argentino en un ranking de la revista Rolling Stone Argentina en el año 2007, y la canción homónima se hizo con el puesto 72° en las mejores 100 canciones de la historia del rock argentino por Rock.com.ar en 2007.

## Descripción
Es un material directo y potente, compuesto por quince canciones de sonido rock and roll mezclado con new wave. Un disco fundamental para la música de Argentina, que hasta ese momento era muy acartonado en música e imagen, donde la música se caracterizaba por ser rutinaria, tradicional y apegada al rock and roll de los 50 y 60s. Wadu-Wadu marcó un cambio musical que al principio muy pocos asimilaron entre el público, pero con el tiempo se hizo sentir. Energía, desenfado, velocidad y sutileza se combinaban con letras irónicas y mordaces para un país que se tomaba todo demasiado en serio. 
Fue grabado en Estudios CBS entre el 29 de septiembre y el 15 de noviembre de 1981, se editó a finales de 1981 bajo el sello CBS Columbia (actual Sony Music). 
Laura Gallegos, la cantante de Duro, participó como corista bajo el nombre de Laura Dillon. El material fue presentado en diciembre del mismo año con un concierto en el Teatro Astral.

## Lista de canciones
| N.º   | Título                       | Música                      | Escritor(es)                                 | Duración |  |
| 1.    | «Soy moderno, no fumo»       | Federico Moura              | Felisa Pinto, Federico Moura, Roberto Jacoby | 2:52     |  |
| 2.    | «Súper color»                | Julio Moura                 | Federico Moura                               | 2:14     |  |
| 3.    | «Hombre plástico»            | Julio Moura                 | Julio Moura                                  | 2:29     |  |
| 4.    | «Loco, Coco»                 | Federico Moura              | Roberto Jacoby                               | 2:41     |  |
| 5.    | «Amor o acuerdo»             | Julio Moura                 | Federico Moura                               | 3:02     |  |
| 6.    | «Sorprendente»               | Federico Moura              | Federico Moura                               | 2:43     |  |
| 7.    | «A mil»                      | Julio Moura                 | Julio Moura y Federico Moura                 | 2:28     |  |
| 8.    | «El rock en mi forma de ser» | Julio Moura                 | Roberto Jacoby y Julio Moura                 | 2:42     |  |
| 9.    | «Desconecta»                 | Julio Moura                 | Roberto Jacoby                               | 2:30     |  |
| 10.   | «Cantante farsante»          | Federico Moura              | Roberto Jacoby                               | 2:18     |  |
| 11.   | «Todo este tiempo perdido»   | Federico Moura              | Federico Moura                               | 3:13     |  |
| 12.   | «Wadu-Wadu»                  | Julio Moura y Ricardo Serra | Federico Moura                               | 2:38     |  |
| 13.   | «Tontos de lenta evolución»  | Julio Moura                 | Federico Moura                               | 2:50     |  |
| 14.   | «Caliente café»              | Julio Moura                 | Roberto Jacoby y Federico Moura              | 3:07     |  |
| 15.   | «Densa realidad»             | Julio Moura                 | Marcelo Moura y Federico Moura               | 1:58     |  |
| 39:21 |                              |                             |                                              |          |  |

## Músicos
Virus
- Federico Moura: voz principal y coros, percusiones.
- Julio Moura: guitarra principal y coros.
- Marcelo Moura: sintetizador, piano eléctrico y coros.
- Ricardo Serra: guitarra rítmica y coros.
- Enrique Mugetti: bajo.
- Mario Serra: batería híbrida.

Músicos Invitados
- Daniel Gangora: saxofón tenor en «Super color».
- "Ricky Ricon" Rodrigo: violín en «Amor o acuerdo».
- Laura Dillon: coros en «Caliente café», «Wadu Wadu» y «Cantante farsante».

## Créditos
(Creditos adaptados de las notas de Wadu-Wadu)
- Grabación: Eduardo Bertrán, Luis A. Brozzoni
- Mezcla: Oscar Giménez, Roberto Labraga
- Arte: Hugo Trípodi
- Colaboración: Francisco Orlone
- Fotografía: Rubén Andón
- Idea de tapa: Virus
- Producción: Horacio Martínez